# Antonio Orihuela
Antonio Orihuela (Moguer, Huelva, 1965) es un poeta, ensayista y articulista español. Su obra literaria e intelectual participa del movimiento poesía de la conciencia desde su popularización al principio de los años noventa.

## Biografía
Es doctor en Historia por la Universidad de Sevilla. Como investigador, ha publicado trabajos sobre el tipo de sociedad precapitalista en el suroeste de la península ibérica, entre las que destaca "Historia de la Prehistoria".
Ha participado en docenas de exposiciones de poesía visual y publicado poemas visuales en revistas de más de treinta países. De igual modo, es de mencionar su labor como organizador y comisario de exposiciones de esta disciplina.
Desde 1999, coordina los encuentros anuales Voces del extremo, en Moguer, patrocinados por la Fundación Juan Ramón Jiménez. En torno a este encuentro y antología anual, se ha ido consolidando un movimiento poético colectivo que, desde distintas perspectivas, hace centro de sus intereses la denuncia de la injusticia y la marginación social, la reflexión estética y ética acerca de las relaciones que establece el poder instituido con lo real y la necesidad y posibilidad de un cambio del modelo del capitalismo global y postmoderno.
Ha sido traducido al inglés, al alemán, al francés, al portugués, al catalán y al esperanto.

## Obra, estilo, ideología
Antonio Orihuela indaga con su obra "en las posibilidades de una poesía que, abandonando la especulación y el escepticismo, se enfrente al apocalipsis cotidiano y organizado por una sociedad de la destrucción, la miseria, el dolor y la muerte". En este sentido, Orihuela afirma:

Tenemos que dejar de pensar nuestra vida en términos de materia prima y empezar a vivirla como vida con sentido, enajenada de su valor de compra y sumisión, trabajando en prácticas que nos ayuden a recuperar su tiempo de vida, denunciando e intentando eliminar las relaciones de explotación y profundizando en la democratización de la vida pública. Cualquier herramienta es buena, como la poesía rescatada de la muerte del arte y revivida para nuestro nuevo vivir.
Antonio Orihuela

Su poesía se propone como una reflexión sobre la realidad contemporánea y busca ayudar a un cambio en sus actuales condiciones de injusticia. Sus poemas suelen recurrir a un lenguaje directo y claro en que la palabra se concibe como una herramienta de uso eficaz. Orihuela rechaza la práctica de cualquier tipo de esteticismo. El realismo que así practica Orihuela usa tanto la identificación entre el lector y el tema del poema, como el extrañamiento y el distanciamiento de corte brechtiano. Temáticamente, su obra huye tanto de los convencionalismos líricos, como de posiciones esencialistas. Sus fuentes están fuertemente enraizadas en el marxismo y el anarquismo, así como en otras tendencias social y culturalmente revolucionarias como el situacionismo.
En sus textos teóricos, Orihuela practica una crítica de la ideología capitalista desde posturas de materialismo dialéctico de corte libertario. Al igual que otros miembros del movimiento colectivo de la poesía de la conciencia, considera que toda poesía es política, pues la naturaleza esencial del hombre y sus producciones es social e ideológica. Sus artículos y ensayos muestran las relaciones causales que se dan entre el actual sistema del capitalismo global postmoderno y algunas de las corrientes de la poesía contemporánea, como la poesía de la experiencia o el realismo sucio. Todo ello resulta en "poemas que denuncian la desesperanza de su generación y [...] desazón". Otros críticos resaltan la importancia de la esperanza en la obra de Orihuela.

### Obra propia
- Orihuela, Antonio (1995). Si Rocky viera ese gato. Diputación provincial de Huelva. Servicio de publicaciones. ISBN 978-84-8163-051-0.

- Orihuela, Antonio (1995). Perros muertos en la carretera. Crecida. ISBN 978-84-605-3999-5.

- Orihuela, Antonio (1997). Edad de Hierro. Ateneo Obrero de Gijón. ISBN 84-87958-24-9.

- Orihuela, Antonio (1999). Historia de la prehistoria: el suroeste de la Penínsual Ibérica. Diputación provincial de Huelva. Servicio de publicaciones. ISBN 978-84-8163-201-9.

- Orihuela, Antonio (2000). Piedras. Ayuntamiento de Lepe. ISBN 978-84-930659-1-1.

- Orihuela, Antonio (2000). Comiendo tierra. Asociación cultural Mañana es arte. ISBN 978-84-931675-1-6.

- Orihuela, Antonio (2000). Aiquebneno. Diputación provincial de Huelva. Servicio de publicaciones.

- Orihuela, Antonio (2001). Teoría del bricolaje, el paralogismo de la identidad como paradigma del viaje. Diputación provincial de Huelva. Servicio de publicaciones.

- Orihuela, Antonio (2001). Piedra, corazón del mundo. Antología personal (1995-2001). Editorial Germanía S.L. ISBN 978-84-89847-61-3.

- Orihuela, Antonio (2001). Lo que piensa la ballena del arponero. El Sornabique & lf Ediciones. ISBN 84-95327-71-6.

- Orihuela, Antonio (2002). Tatuajes. Instituto Suárez Figueroa.

- Orihuela, Antonio (2003). Narración de la llovizna. Baile del Sol. ISBN 978-84-96225-04-6.

- Orihuela, Antonio (2004). El mal: técnicas de prospección y análisis de superficie. Diputación provincial de Badajoz. Servicio de publicaciones. ISBN 978-84-7796-751-4.

- Orihuela, Antonio (2004). La voz común: una poética para reocupar la vida. Tierradenadie ediciones. 2ª. Ed. La Vorágine, 2015. ISBN 978-84-932873-4-4.

- Orihuela, Antonio (2004). x. L.F. Ediciones. ISBN 84-95327-67-8.

- Orihuela, Antonio (2005). La piel sobre la piel. Universidad de Sevilla. Facultad de Filología. ISBN 978-84-609-3908-5.

- Orihuela, Antonio (2005). Aserrando corazones con los ojos. Ediciones Del 4 de Agosto. ISBN 978-84-934538-4-8.

- Orihuela, Antonio (2005). Respirar y arder. Corona del sur. ISBN 978-84-96315-84-6.

- Orihuela, Antonio (2006). Tú, quién eres tú. Ediciones Idea. ISBN 978-84-96640-02-3.

- Orihuela, Antonio (2006). Antología poética para una política de las luciérnagas (1995-2005). Del Satélite ediciones. ISBN 978-84-935389-0-3.

- Orihuela, Antonio (2006). La ciudad de las croquetas congeladas. Baile del Sol. ISBN 978-84-96687-09-7.

- Orihuela, Antonio (2007). Poemas para el combate. Antología. Asociación Investigación y crítica ideológica en España. ISBN 978-84-611-7060-9.

- Orihuela, Antonio (2007). Durruti en Budilandia. Baile del Sol. ISBN 978-84-96687-39-4.

- Orihuela, Antonio (2007). Que el fuego recuerde nuestros nombres. Aullido. ISBN 978-84-936070-2-9.

- Orihuela, Antonio (2007). Libro de los tesoros. Fundación Caja Rural del Sur. ISBN 978-84-612-0028-3.

- Orihuela, Antonio (2007). Archivo de poesía experimental española (1964-2006). Ed. Corona del Sur. ISBN 978-84-96625-96-9.

- Orihuela, Antonio (2008). Libro de las derrotas. La Oveja Roja. ISBN 978-84-935829-5-1.

- Orihuela, Antonio (2008). La destrucción del mundo. Ediciones del Ermitaño. ISBN 978-968-5473-88-0.

- Orihuela, Antonio (2008). Todo caerá. Editorial Atemporia. ISBN 978-607-00-0223-6.

- Orihuela, Antonio (2009.). Madera de un solo árbol. Cuaderno de Nepal. Ed. Delirio. (2ª Ed. en 2012). ISBN 978-84-936877-9-3.

- Orihuela, Antonio (2009.). El corazón no duerme. Littera Poesía. ISBN 978-84-613-1228-3.

- Orihuela, Antonio (2010.). Moguer - 1936. La Oveja Roja. 3ª Ed. 2013. ISBN 978-84-935829-9-9.

- Orihuela, Antonio (2011). Todo el mundo está en otro lugar. Ed. Baile del Sol. ISBN 978-84-15019-45-9.

- Orihuela, Antonio (2012). Autogobierno. Insomnus Poesía. ISBN 978-84-615-5502-4.

- Orihuela, Antonio (2013). Cosas que tiramos a la basura. Ed. Amargord. ISBN 978-84-15398-54-7.

- Orihuela, Antonio (2013). La guerra tranquila. Ed. Origami. ISBN 978-84-940780-0-2.

- Orihuela, Antonio (2013). Arder. Ed. Lupercalia. ISBN 978-84-9393-95-8-8.

- Orihuela, Antonio (2013). Esperar Sentado. Ediciones La Baragaña. ISBN 978-84-942109-1-4.

- Orihuela, Antonio (2013). Poesía, pop y contracultura en España. Ed. Berenice. ISBN 978-84-15441-19-9.

- Orihuela, Antonio (2014). Palabras raptadas. Ed. Amargord. ISBN 978-84-16149-15-5.

- Orihuela, Antonio (2014). El amor en los tiempos del despido libre. Ed. Amargord. ISBN 978-84-16149-57-5.

- Orihuela, Antonio (2014). Cerrar Almaraz. Sporting Club de les lletres. ISBN 978-84-617-0696-9.

- Orihuela, Antonio (2015). Salirse de la fila. Ed. Amargord. ISBN 978-84-942069-9-3.

- Orihuela, Antonio (2016). La Caja Verde de Duchamp y otras estampas cifradas. Ed. El Desvelo. ISBN 978-84-945102-6-7.

- Orihuela, Antonio (2016). Muerte es la palabra. Ed. Amargord. ISBN 978-84-944863-5-7.

- Orihuela, Antonio (2016). M. Ed. Calumnia.

- Orihuela, Antonio (2016). Palos. Ed. La linterna sorda. ISBN 978-84-944633-3-4.

- Orihuela, Antonio (2016). Diario del cuidado de los enjambres. Enclave libros. ISBN 978-84-944529-7-0.

- Orihuela, Antonio (2016). El rey del ciervo. ERE. ISBN 978-84-9852-471-0.

- Orihuela, Antonio (2017). Amiguitos. Ed. Babilonia. ISBN 978-84-946795-6-8.

- Orihuela, Antonio (2017). Pelar cebolla. Ed. Amargord. ISBN 978-84-947487-4-5.

- Orihuela, Antonio (2018). El lenguaje secuestrado. Piedra, papel, tijera. ISBN 978-84-947795-3-4.

- Orihuela, Antonio (2018). Disolución. El Desvelo Ed. ISBN 978-84-947659-8-8.

- Orihuela, Antonio (2018). Ruido Blanco. Ed. La Vorágine. ISBN 978-84-947950-3-9.

- Orihuela, Antonio (2018). El tiempo de las alambradas. Ed. Pregunta. ISBN 978-84-17532-01-7.

- Orihuela, Antonio (2018). Las increíbles aventuras de Gorzila en España. El Desvelo Ed. ISBN 978-84-948707-7-4.

- Orihuela, Antonio (2018). Qué tarde se nos ha hecho. ERE. ISBN 978-84-9852-554-0.

- Orihuela, Antonio (2019). Lavar carbón. Amargord. ISBN 978-84-120314-2-3.

- Orihuela, Antonio (2019). Campo Unificado. Olifante. ISBN 978-84-949878-7-8.

- Orihuela, Antonio (2020). Todos atrapados en la misma trampa. Garum. ISBN 978-84-09-24419-5.

- Orihuela, Antonio (2020). NO. Calumnia Edicions.

- Orihuela, Antonio (2020). El refugio más breve. Contracultura y cultura de masas en España (1962-1982). Piedra, papel Ed. ISBN 978-84-121882-4-0.

- Orihuela, Antonio (2021). Repertorio de venenos. Ediciones Invasoras. ISBN 978-84-16993-00-0.

- Orihuela, Antonio (2021). Sobrevivir. Ediciones Babilonia. ISBN 978-84-123348-8-3.

- Orihuela, Antonio (2021). Los Qanats. Irrigación y aprovechamiento del agua en Moguer durante la época andalusí. Fundación Municipal de Cultura.

- Orihuela, Antonio (2021). Los últimos días. Editorial Amargord. ISBN 978-84-123803-7-8.

- Orihuela, Antonio (2021). Puntos ciegos. Los cuerpos y las razones que preferimos ignorar. Editorial Fantasma. ISBN 978-84-124236-0-0.

- Orihuela, Antonio (2022). El sabor del cielo. Ed. Huerga & Fierro.

- Orihuela, Antonio (2022). El arte de no hacer arte. Una deriva desde el dadaísmo al artivismo. Ed. La Vorágine. ISBN 978-84-124766-8-2.

- Orihuela, Antonio (2022). Diles que dije no. Ed. La Isla de Siltolá. ISBN 978-84-19298-10-2.

- Orihuela, Antonio (2022). Lucha hasta el fin. Ed. Babilonia. ISBN 978-84-125919-0-3.

- Orihuela, Antonio (2023). Cien Hogueras: Flamencos, hippies y poetas en la Andalucía contracultural. Ed. Piedra Papel Libros. ISBN 978-84-123840-9-3.

- Orihuela, Antonio (2023). Camino de Olduvai. Poesía 2014-2019. Ed. Irrecuperables. ISBN 978-84-85209-45-3.

- Orihuela, Antonio (2023). Sin fin. Ed. Gato Encerrado. ISBN 978-84-125839-4-6.

- Orihuela, Antonio (2024). Las sin amo. Ed. La oveja roja. ISBN 978-84-16227-66-2.

- Orihuela, Antonio (2024). El fuego desde el otro lado. La tortuga búlgara. ISBN 978-84-127697-1-5.

- Orihuela, Antonio (2024). Última llamada. La consentida. ISBN 978-84-10212-06-0.

- Orihuela, Antonio (2025). Ecosocialismo, decrecimiento y trabajo gustoso en Juan Ramón Jiménez. Casa Museo Zenobia y Juan Ramón Jiménez. ISBN 978-84-09-70144-5.

### Obras en colaboración
- Orihuela, Antonio; Maruri, Ramón. (2018). Ayparchontia y Cosmosia. Utopía y distopía en la España del siglo XVIII. Calumnia. ISBN 978-84-947945-1-3.

- Orihuela, Antonio; Griñolo, Isaías (2018). Camilo -és perillós abocar-se. Ed. Ajuntament de Barcelona. ISBN 978-84-9156-092-0.

### Antologías
- Correyero, Isla (selec.). (1998). Feroces : muestra de las actitudes radicales, marginales y heterodoxas en la última poesía española. DVD ediciones, S.L. ISBN 978-84-95007-05-6.

- Magalhaes, Joaquim Manuel (coord.) (2000). Poesia espanhola anos 90. Editorial Relógio d'água. Lisboa.

- VV. AA. (2000). Material inflamable para manos incendiarias. MLRS.

- Falcón, Enrique (coord.) (2007). Once poetas críticos en la poesía española reciente. Baile del Sol. ISBN 978-84-96687-27-1.